# Владимировка (Генический район)
Владимировка (укр. Володимирівка) — село в Генической городской общине Генического района Херсонской области Украины.
Население по переписи 2001 года составляло 71 человек. Почтовый индекс — 75530. Телефонный код — 55-34. Код КОАТУУ — 6522184003.